# جوردن سانغا
جوردن سانغا (بالإنجليزية: Jordan Sangha) هو لاعب كرة قدم بريطاني في مركز الوسط، ولد في 4 يناير 1998 في وست بروميتش في المملكة المتحدة. لعب مع نادي راشل أوليمبيك.